# Hygophum proximum
Hygophum proximum és una espècie de peix de la família dels mictòfids i de l'ordre dels mictofiformes.

## Morfologia
- Els mascles poden assolir 5 cm de longitud total.[3]

## Reproducció
És ovípar amb larves i ous planctònics.

## Depredadors
És depredat per Stenella attenuata i Stenella longirostris (a les Filipines).

## Hàbitat
És un peix marí i d'aigües profundes que viu entre 0-1.000 m de fondària.

## Distribució geogràfica
Es troba al Mar de la Xina Meridional i a les aigües tropicals i subtropicals de l'Índic i el Pacífic.